# Sägewerk
Ein Sägewerk (regional auch Säge, Sägemühle, Sägerei (CH), Schneidemühle, Bordmühle, Brettmühle oder Brettsäge genannt) ist ein Betrieb, der von der Forstwirtschaft angeliefertes Rundholz zu Brettern, Kanthölzern und Balken verarbeitet.

## Produkte und Prozesseinheiten

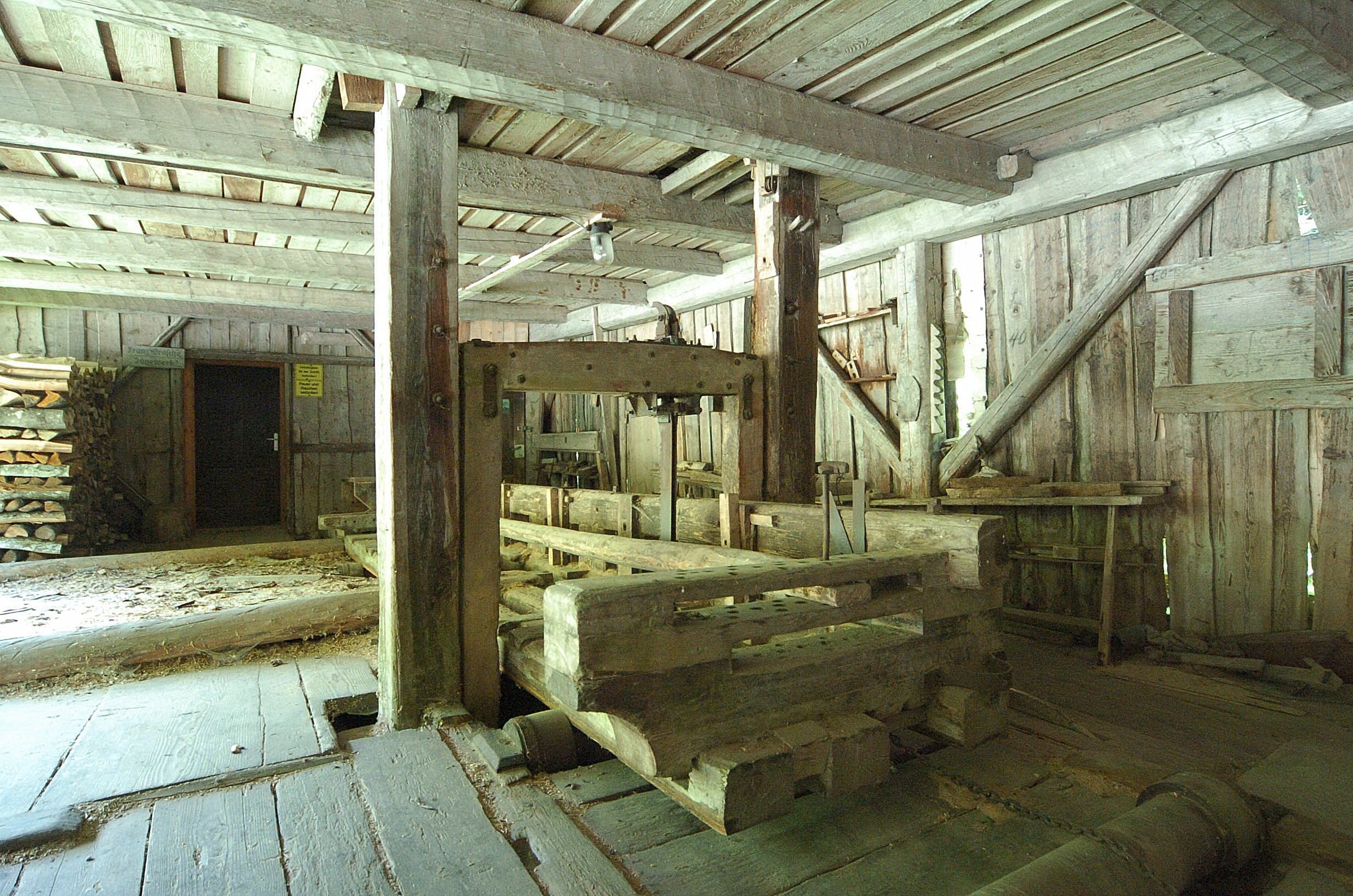
Alte Sägemühle, noch in Verwendung und mit Wasserkraft betrieben, in Zell (Kärnten)

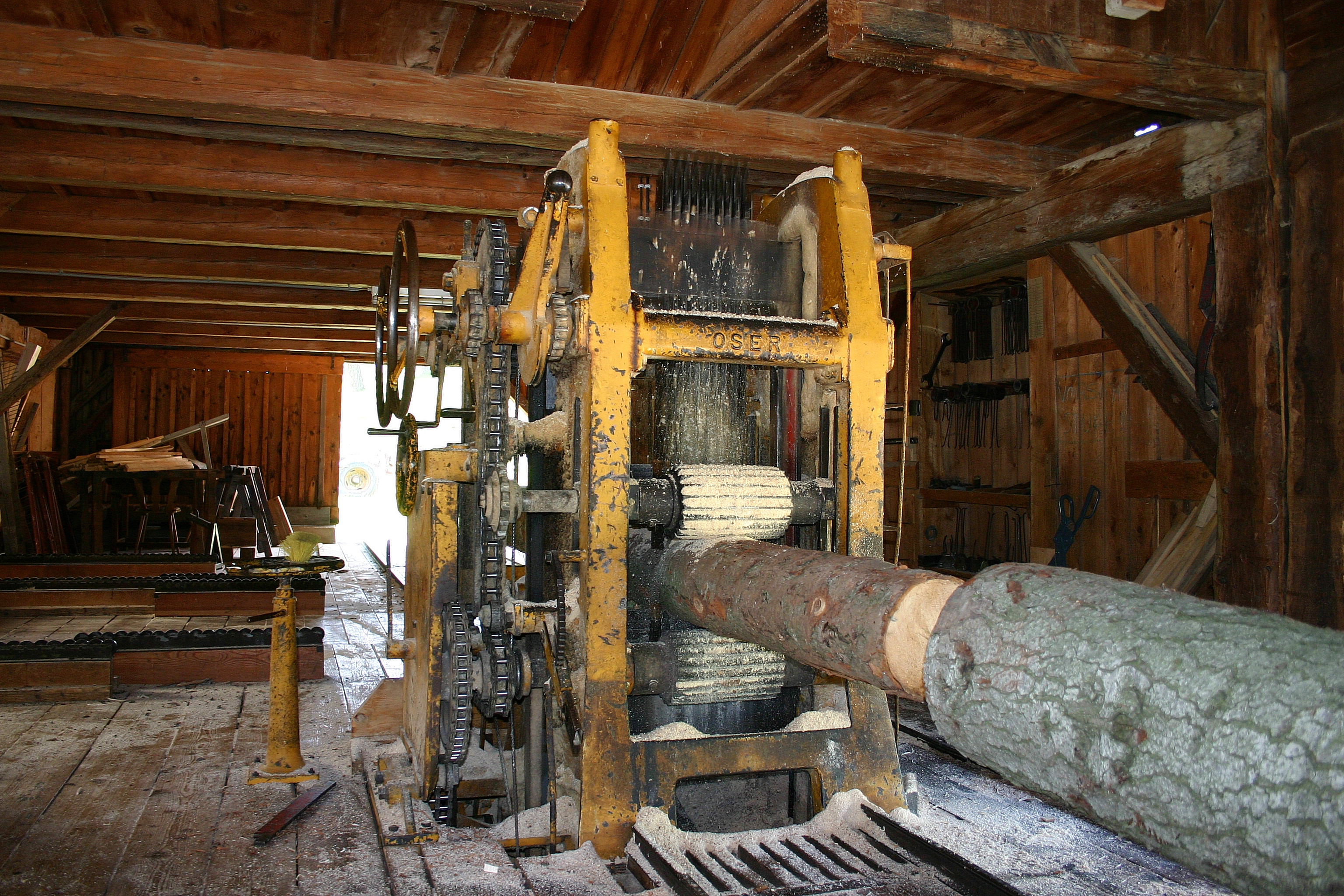
Alte Gattersäge in Puchberg am Schneeberg

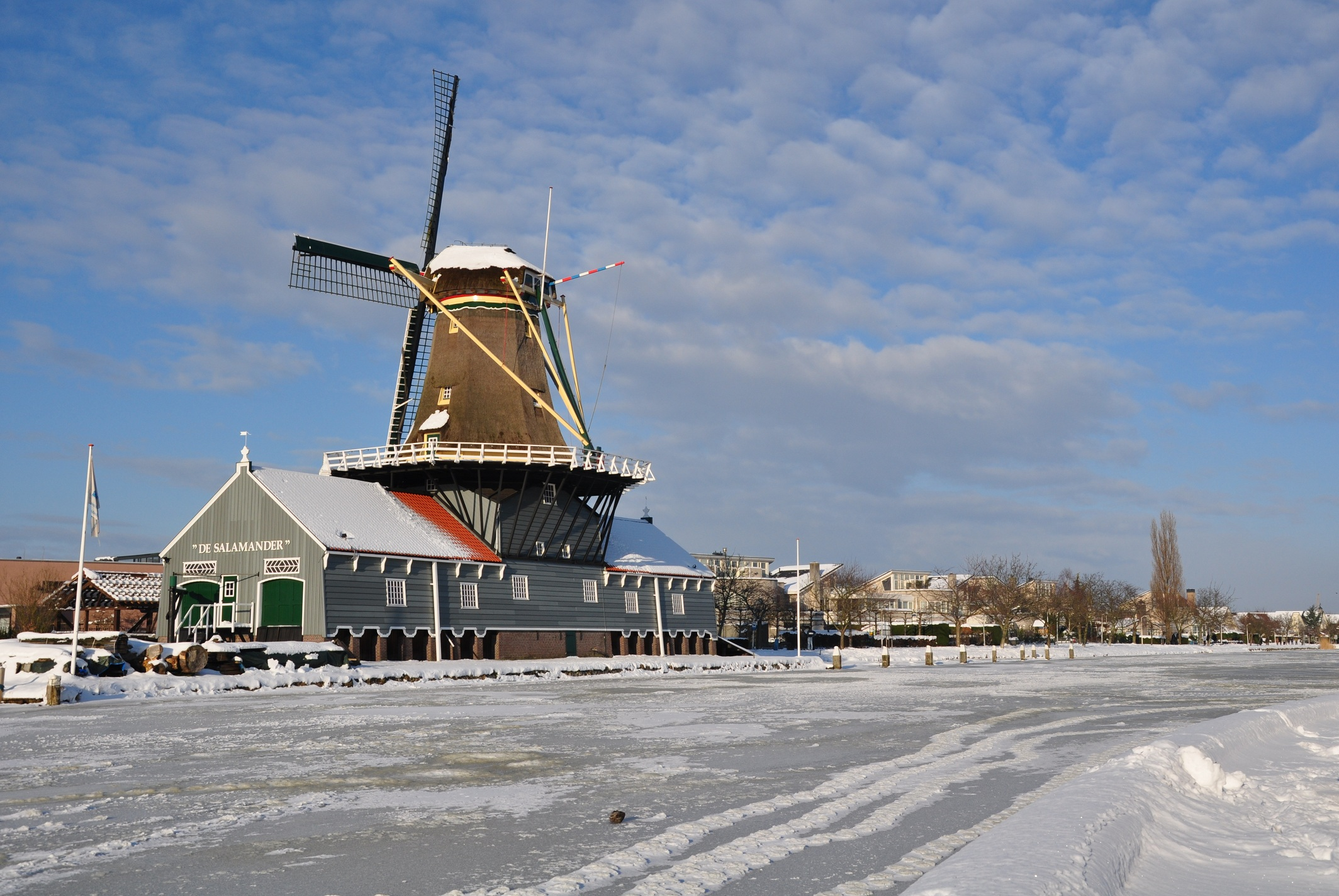
Sägemühle De Salamander in Leidschendam, Niederlande

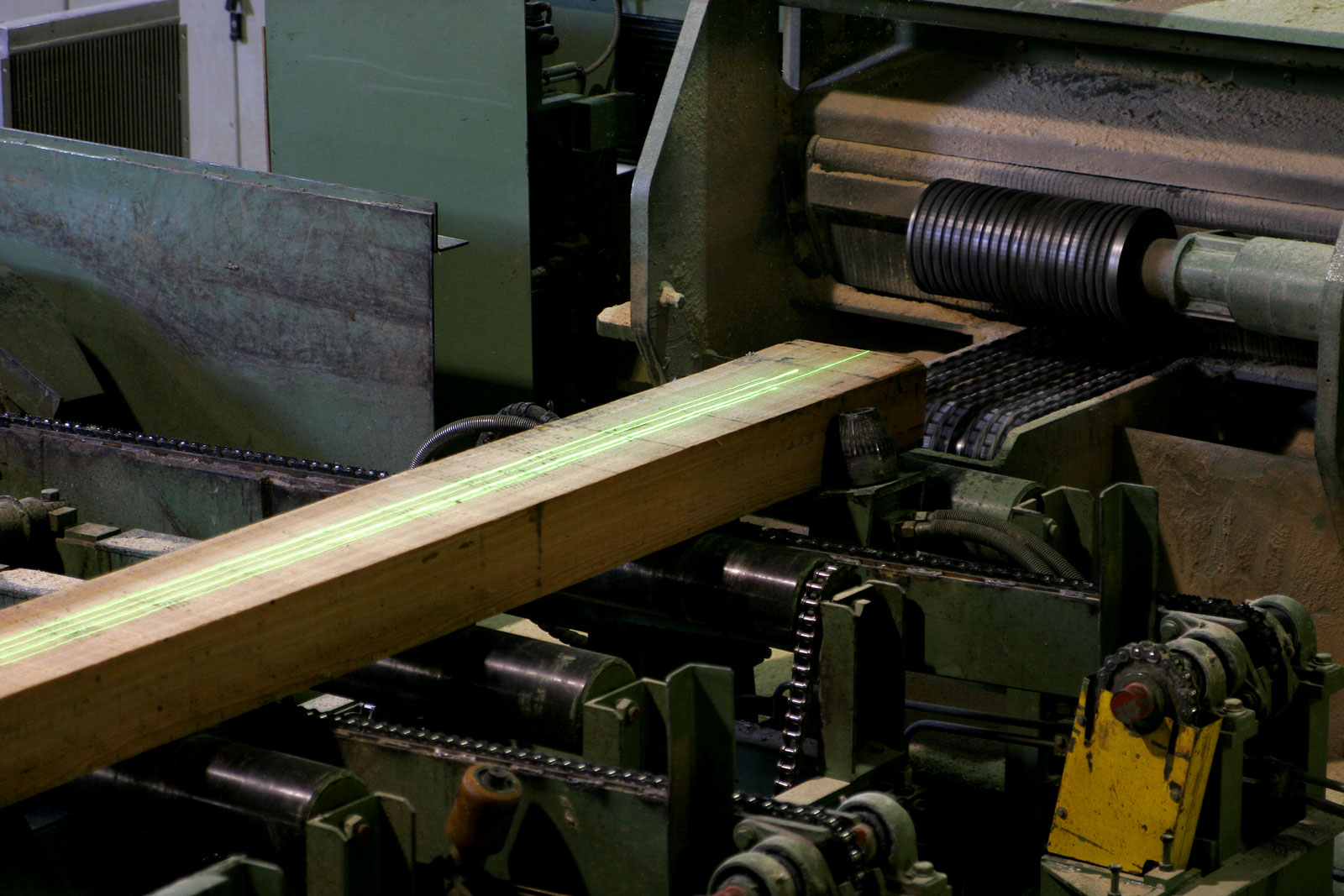
Lasergesteuerter Zuschnitt in einem Sägewerk

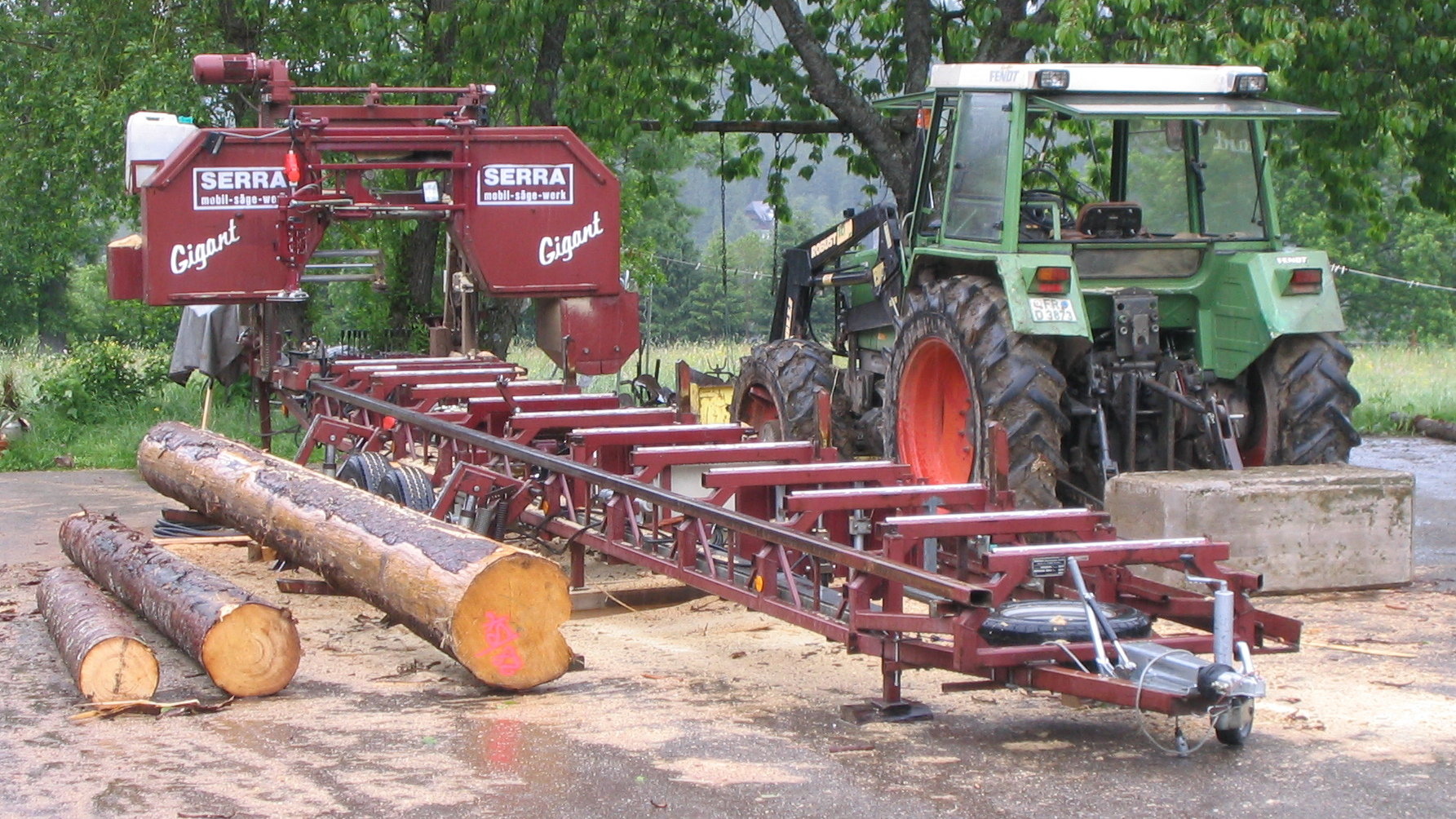
Mobiles Sägewerk im Schwarzwald

Die römische Sägemühle von Hierapolis, die erste bekannte Sägemühle

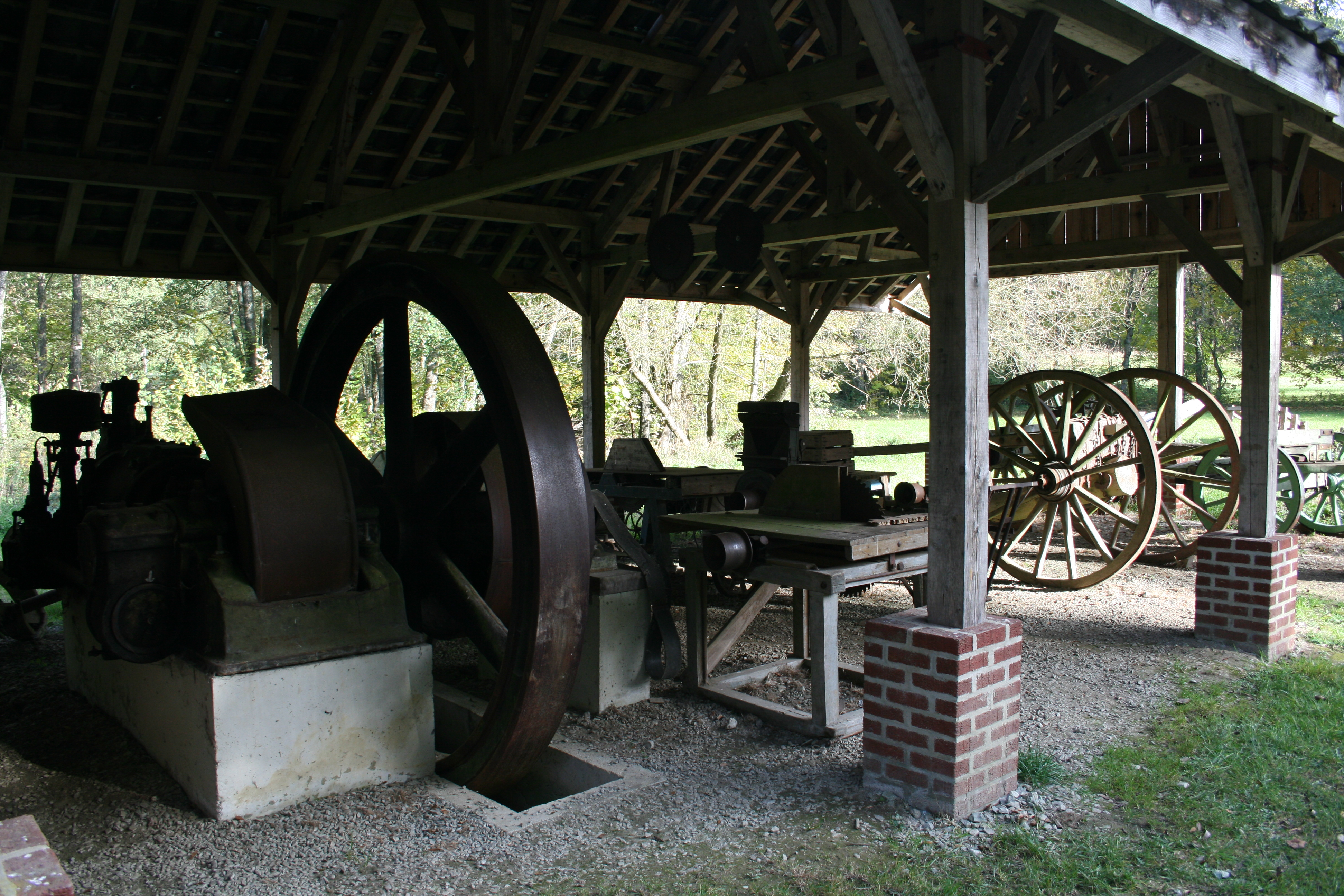
Sägewerk im Fourneau Saint Michel.

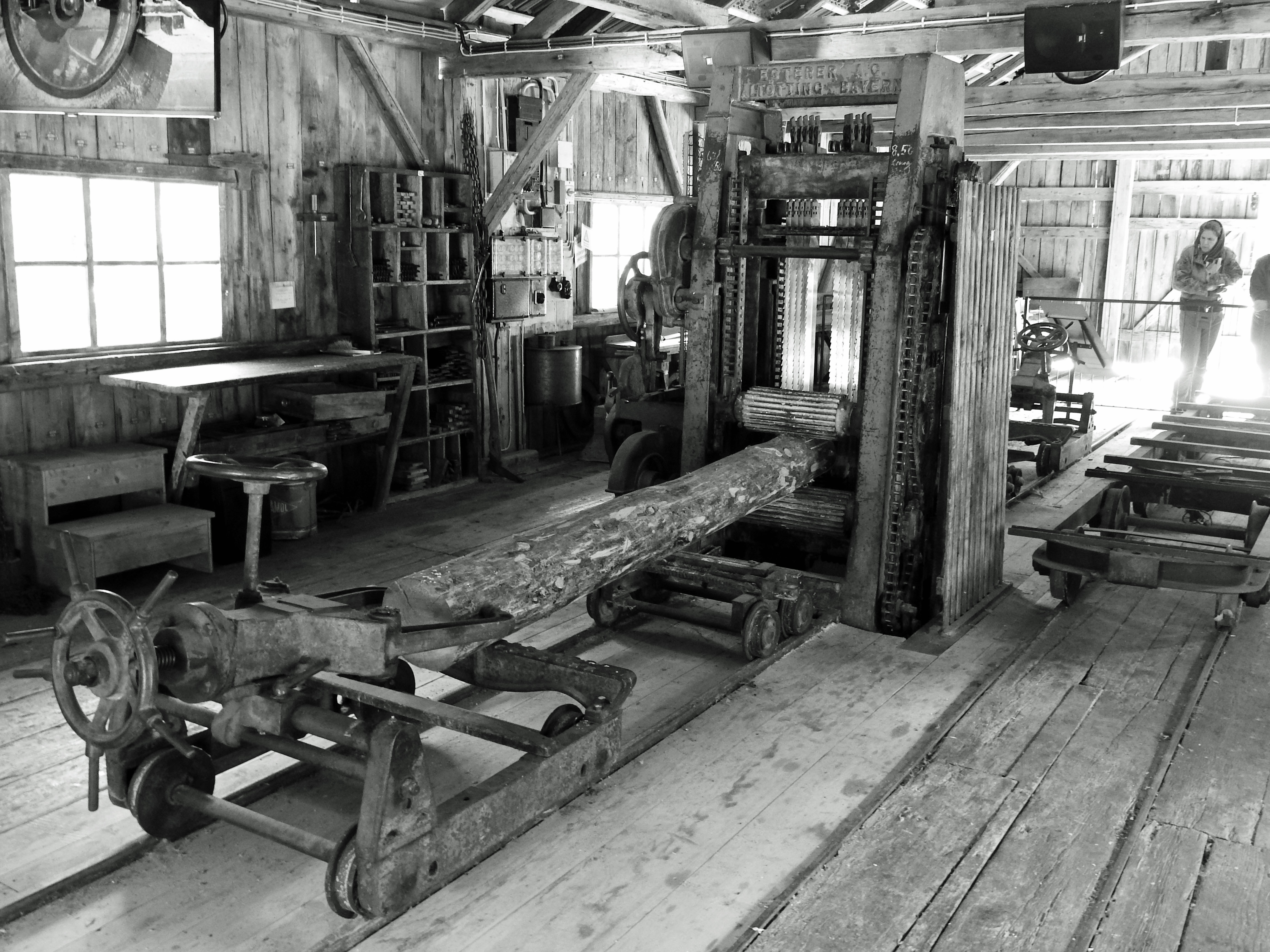
Sägewerk im Freilichtmuseum Glentleiten

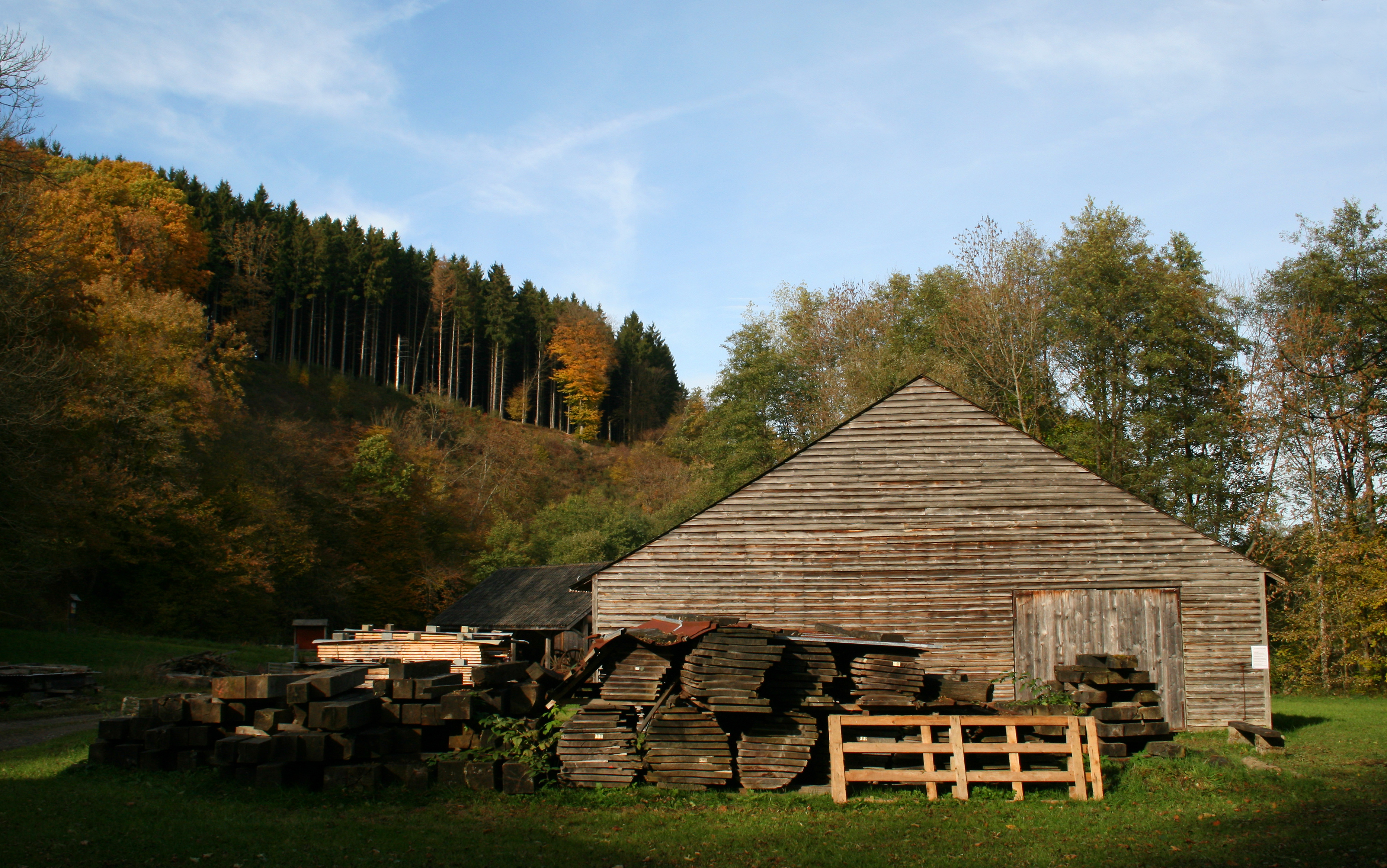
Sägewerk im Fourneau Saint Michel.

Die Produkte werden auch Schnittholz (Schnittware) genannt. Der Einschnitt erfolgt überwiegend an Gattersägen, aber auch an Band- und Kreissägen. Heutzutage werden auch vermehrt Profilzerspaner eingesetzt.
Angetrieben wurden sie früher meist durch ein Wasserrad, später durch Dampfmaschinen (siehe: Dampfsägewerk) oder Dieselmotoren und heute üblicherweise mit Elektromotoren.
Ein Sägewerk besteht im Wesentlichen aus folgenden Prozesseinheiten:
- Rundholzplatz – Anlieferung und Lagerung des Rundholzes
- Rundholzsortieranlage – Entrindung, elektronische Vermessung und Sortierung des Rundholzes
- Einschnittlinie – Das Herz des Sägewerks. Hier wird das Rundholz zu Schnittholz verarbeitet. Als Hauptmaschinen wurden und werden traditionell Gattersäge und Bandsägen verwendet. Moderne Anlagen nutzen leistungsfähige Zerspaner-Kreissägen-Kombinationen, Profilspaner oder Gatter-Kreissägen-Kombinationen.
- Schnittholzsortierung – Kanthölzer, Bohlen, Bretter und anderes mehr werden hier elektronisch vermessen und nach Abmessung und Qualität sortiert.
- Paketier- beziehungsweise Stapelanlage – Das Schnittholz wird hier für die Lagerung oder Trocknung zu so genannten Luftstapeln oder zu fertigen Versandpaketen zusammengetragen.
- Trockenanlage – In Trockenkammern wird das Schnittholz auf die für die Weiterverarbeitung und -verwendung geforderte Holzfeuchtigkeit gebracht.
- Das Hauptprodukt ist Schnittholz, das zu Brettschichtholz, Konstruktionsvollholz (KVH), Massivholzplatten, Hobelware, Profilholz weiterverarbeitet oder sägerauh zu diversen Bauzwecken (Dachkonstruktionen, Dachschalungen, Außenschalungen, diverse Bauzwecke) verwendet wird.

Die anfallenden Sägenebenprodukte werden ebenfalls weiterverwertet:
- Rinde wird zu Heizzwecken verbrannt (Biomasse) oder in Rindenmulch verwandelt.
- Sägespäne, Sägemehl und Absiebungen werden als Rohstoff in der Faserplattenindustrie verwendet oder zu Pellets gepresst.
- Hackgut (Hackschnitzel) und Kappholz geht hauptsächlich in die Papierindustrie zur Zellstoffherstellung oder wird ebenfalls zu Heizzwecken verbrannt oder verpresst zu Pellets.

Grundsätzlich wird zwischen Laub- und Nadelholzsägewerken unterschieden.
Die größten Laubholzsägewerke Deutschlands betreibt die Pollmeier Massivholz GmbH & Co. KG. Seinen Hauptsitz hat das Unternehmen in Creuzburg. Es betreibt zwei weitere Sägewerke in Malchow und Aschaffenburg. Jährlich werden an den drei Standorten weit mehr als 600.000 Festmeter Buchenrundholz eingeschnitten.
Über das größte Nadelholzsägewerk Europas verfügt die Ilim Nordic Timber in Wismar. Auf zwei Profilierlinien von LINCK HVT werden jährlich 2,2 Millionen Festmeter Rundholz im Mehrschichtbetrieb verarbeitet. Die Vorschubgeschwindigkeit der Linie I beträgt maximal 150 Meter pro Minute, die der Linie II maximal 160 Meter pro Minute.
Gemessen an der Produktionskapazität ist der finnisch-schwedische Konzern Stora Enso Timber das zweitgrößte Forstunternehmen der Welt. Das Unternehmen betreibt 25 Sägewerke in elf Ländern, in denen 7,5 Millionen Kubikmeter Schnittholzprodukte verarbeitet werden. Stora Enso ist mit über 700 Jahren die älteste Aktiengesellschaft der Welt.
Der Branchenumsatz der deutschen Sägeindustrie erreichte 2020 wegen des Überangebots an Kalamitätsholz einen Rekordwert von 6,5 Milliarden Euro.

## Geschichte
Der Vorläufer der Sägemühle ist die Grubensäge, hier wurde der Stamm von zwei Personen mittels einer vertikal laufenden Säge zerteilt. Später wurden hierfür auch entsprechende Konstruktionen errichtet (siehe auch Underdog (Soziologie)).
Die Sägemühle von Hierapolis war eine römische wassergetriebene Steinsägemühle in Kleinasien (heutige Türkei) aus dem 3. Jahrhundert n. Chr. Die Wassermühle ist die erste bekannte Maschine, bei der eine Drehbewegung mithilfe von Kurbelwelle und Pleuelstange in eine lineare Bewegung umgesetzt wurde.
Ein schriftliches Zeugnis, aus dem der antike Betrieb von wassergetriebenen Marmorsägen in der Nähe von Trier hervorgeht, findet sich in Ausonius’ Gedicht Mosella aus dem späten 4. Jahrhundert n. Chr. Eine etwa zur gleichen Zeit verfasste Textstelle im Werk des Heiligen Gregor von Nyssa deutet auf die Existenz von Marmorsägemühlen auch im anatolischen Raum hin, so dass eine weite Verbreitung solcher industriellen Mühlen im Spätrömischen Reich anzunehmen ist. Eine weitere Sägemühle könnte im schweizerischen Augusta Raurica gestanden haben, wo man eine metallene Kurbelwelle aus dem 2. Jahrhundert n. Chr. entdeckt hat.

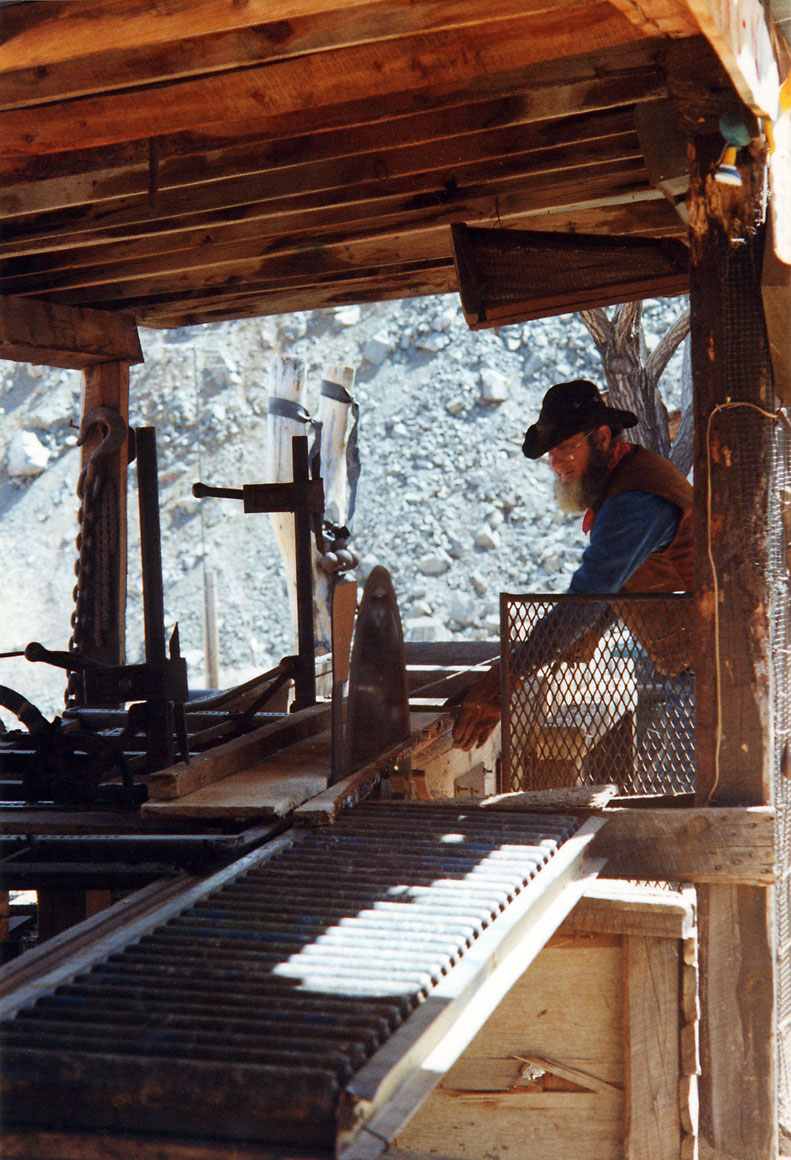
Klassische Sägemühle in Arizona

Weitere römische bzw. byzantinische Steinsägemühlen, die mit Kurbel und Pleuelstange, aber ohne Zahnradgetriebe arbeiteten, wurden in Gerasa (Jordanien) und Ephesus (Türkei) ausgegraben. Beide Mühlen stammen aus dem 6. Jahrhundert n. Chr. Ob es in römischer und frühbyzantinischer Zeit neben Stein- auch Holzsägemühlen gegeben hat, ist nicht bekannt.
In Europa ging die Technologie für den Betrieb einer Sägemühle in nachrömischer Zeit für Jahrhunderte verloren und wurde vergessen. Erst für das Hochmittelalter sind in Europa wieder Sägemühlen urkundlich fassbar. 1204 wird in Evreux (Normandie) eine Plankenmühle erwähnt, bei der es sich wohl um die älteste urkundliche Nennung einer Sägemühle handelt, über deren Funktionsweise jedoch nichts bekannt ist. Aus der Zeit zwischen 1220 und 1240 stammt eine Zeichnung des französischen Architekten Villard de Honnecourt, die den Mechanismus einer Sägemühle zeigt. Für das Jahr 1267 ist eine Wasserkraftsäge im Schweizer Jura urkundlich belegt. Die älteste bekannte Sägemühle im deutschsprachigen Raum ist eine 1279 erstmals erwähnte Holzmühle zwischen Riehen und Basel. Die älteste nachantike Sägemühle in Deutschland ist die 1295 erwähnte Urtelmühle in Lenggries. Weitere frühe Sägemühlen in Deutschland sind vor allem für den Südwesten bezeugt: 1298 in Freiburg im Breisgau, 1310 in Kirchheim unter Teck, 1311 in Pfaffenweiler in Südbaden, 1313 in Selbach und 1314 in Peterzell. 1322 ist in einer Bauamtsrechnung die Hanrey-Sägemühle bei Augsburg belegt, die in der Literatur z. T. fälschlich als älteste Sägerei in Deutschland bezeichnet wird. 1340 wird eine Sägemühle in Zürich genannt und 1361 eine in Graubünden.